# Cathartes burrovianus
El aura sabanera (Cathartes burrovianus) es una especie de ave carroñera de la familia Cathartidae. También recibe los nombres comunes de jote cabeza amarilla (Argentina y Chile), urubú cabeza amarilla (Brasil), guala sabanera (Colombia), zopilote cabecigualdo (Costa Rica y Nicaragua), zopilote sabanero (México), y cuervo cabeza amarilla (Paraguay y Uruguay).  Fue considerada conespecífica con el aura selvática (Cathartes melambrotus) hasta el año 1964, cuando ambos taxones fueron considerados especies independientes.
El aura sabanera es un ave de la región neotropical, cuyas poblaciones se extienden desde el sureste de México, pasando por Centroamérica, hasta el norte de Argentina y Uruguay en Sudamérica. Habita en sabanas, pantanos estacionalmente inundados, pastizales de tierras bajas y bosques muy degradados.
Es un ave grande, con una envergadura de 150 a 165 cm. El plumaje del cuerpo es de color negro, mientras que la cabeza, que no tiene plumas, es de color naranja pálido con áreas de color rojo o azul. Como carece de una siringe, sus vocalizaciones se limitan a gruñidos o siseos bajos.
Se alimenta de carroña y localiza los cadáveres con la vista y el olfato, esta última una capacidad poco común en las aves. Debido a que su pico no es suficientemente fuerte para abrir los gruesos cueros de los cadáveres de animales grandes, depende de otros buitres más grandes, como el zopilote rey (Sarcoramphus papa), para esto.
Al igual que otros buitres americanos, el aura sabanera utiliza térmicas para permanecer en el aire con un esfuerzo mínimo. No construye nidos: pone sus huevos sobre superficies planas, como suelos de cuevas, o en los huecos de troncos. Alimenta a sus crías por regurgitación.

## Descripción
El aura sabanera mide de 53 a 66 cm de largo, con una envergadura de 150 a 165 cm y una longitud de la cola de 19 a 24 cm. Su peso oscila desde 0,95 hasta 1,55 kg. 
Su plumaje es negro con reflejos verdes. La cabeza no tiene plumas y es de color amarillo, con la frente y nuca rojizas y la corona de color azul grisáceo. El iris de sus ojos es rojo. Las patas son de color blanco. El pico es de color carne. El ojo tiene una fila incompleta de pestañas en el párpado superior y dos filas en el párpado inferior. La cola es redondeada y relativamente corta para un buitre. La punta del ala cerrada se extiende más allá de la cola. Los ejemplares juveniles tienen un plumaje marrón, la cabeza oscura y la nuca blanca.
El pico es grueso, redondeado en la parte superior y ganchudo en la punta. Los dedos delanteros de los pies son largos y no están adaptados a agarrar. Las aperturas de las fosas nasales son alargadas y carecen de tabique. Como los demás buitres americanos, el aura sabanera carece de siringe, y por lo tanto no puede emitir otro sonido que un silbido bajo.
Su apariencia es semejante a la del aura selvática (Cathartes melambrotus); sin embargo, se distingue de esta  en varios aspectos: Cathartes burrovianus es más pequeño y menos robusto que C. melambrotus y tiene una cola más delgada y corta; su plumaje tiende a ser marrón oscuro, mientras que el plumaje de C. melambrotus es negro brillante; sus patas son de color más claro y su cabeza es más naranja y menos amarilla que en el caso de C. melambrotus. Además, su vuelo es menos estable que el de C. melambrotus. El aura sabanera también se parece al aura gallipavo (Cathartes aura).

## Distribución y hábitat

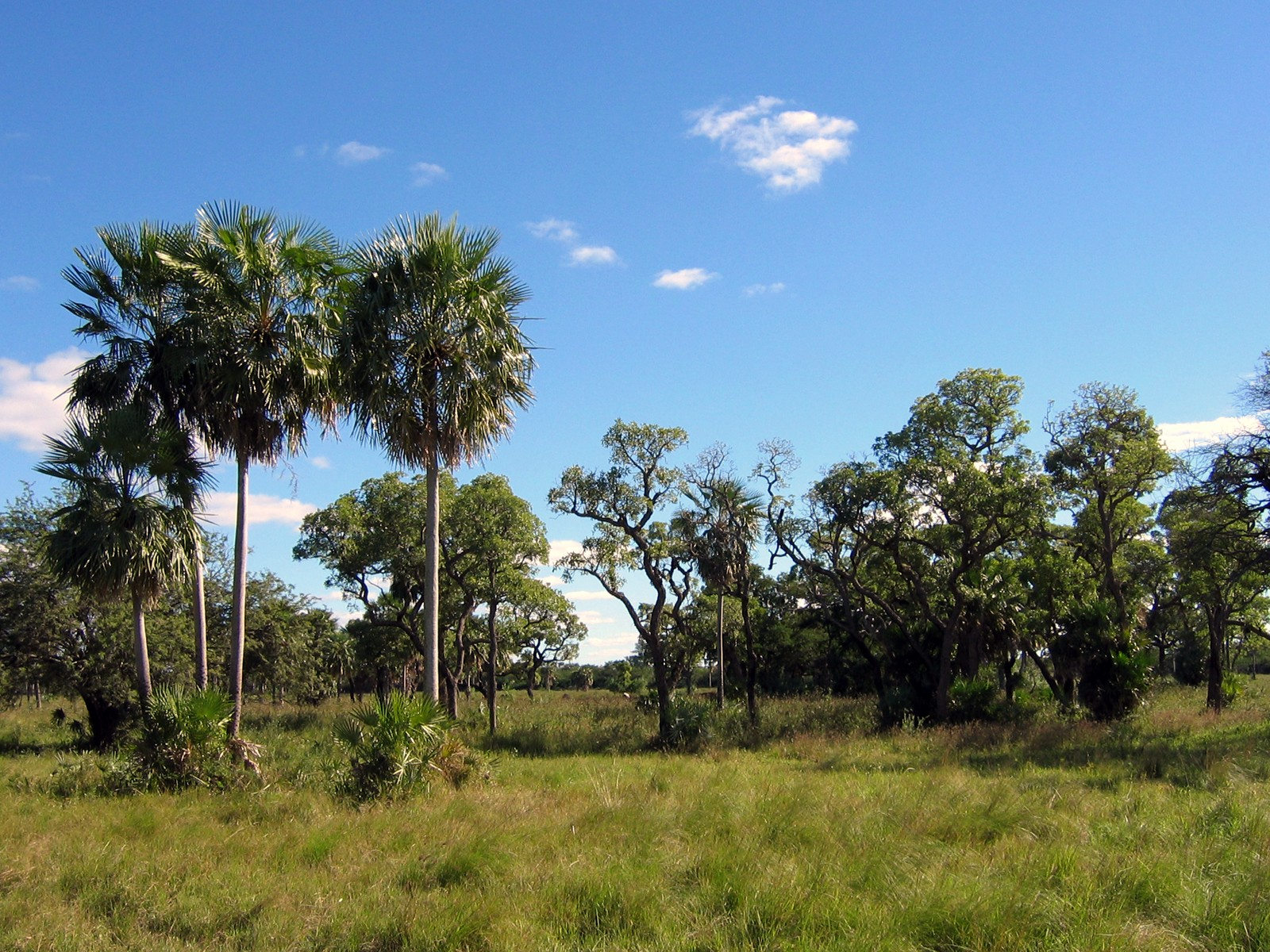
La sabana del Gran Chaco es uno de los hábitats de C. burrovianus.

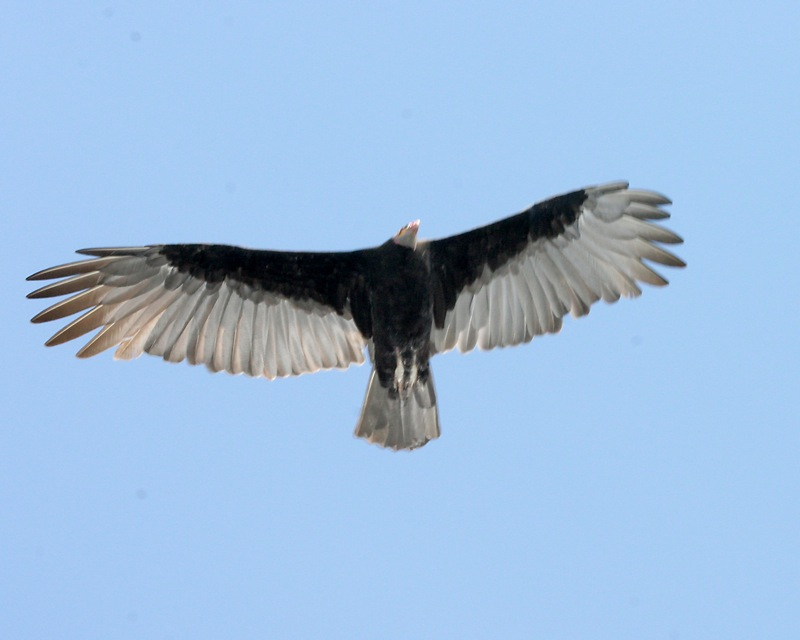
C. burrovianus en vuelo.

Tiene una amplia distribución geográfica, que incluye Argentina, Belice, Bolivia, Brasil, Chile, Colombia, Costa Rica, Ecuador, El Salvador, Guatemala, la Guayana Francesa, Guyana, Honduras, México, Nicaragua, Panamá, Paraguay, Perú, Surinam, Uruguay y Venezuela.
Sus hábitats naturales incluyen tierras bajas tropicales o subtropicales, inundadas o que se inundan estacionalmente, como sabanas, pantanos, pastizales, manglares y antiguos bosques muy degradados. Incidentalmente puede vagar por claros o campos secos. En general no se encuentra en regiones de gran altitud. Además, el aura sabanera prefiere vivir en las sabanas que en los bosques, en donde sí vive el aura selvática (Cathartes melambrotus).

## Comportamiento
El aura sabanera vuela con las alas en posición de diedro, generalmente de forma solitaria, y rara vez se le encuentra en grupos. Se desplaza planeando a baja altura sobre humedales para localizar carroña, y se posa en postes de cercas o en otras perchas bajas. Tiene un típico vuelo estático, utilizando térmicas para mantener su altitud sin la necesidad de batir sus alas. Prefiere mantenerse a baja altura, y raramente sube a altitudes mayores. Se cree que esta ave es un tanto migratoria como respuesta a los cambios del nivel de agua en donde habita. Al igual que otros buitres americanos, tiene el hábito poco común de la urohidrosis, orinando o defecando sobre sus patas para disipar el calor por evaporación.

### Alimentación
El aura sabanera subsiste casi por completo de carroña.  Aunque se alimenta principalmente de cadáveres, se sabe que también caza pequeños animales acuáticos en los pantanos. 
Prefiere carroña con carne fresca, pero a menudo no puede hacer el primer corte en los cadáveres porque su pico no es suficientemente fuerte para romper los gruesos cueros de animales grandes. No come carroña en estado de descomposición avanzada, ya que esta está contaminada con toxinas microbianas.
Al igual que otros buitres, el aura sabanera desempeña un papel importante en su ecosistema, librando al ambiente de la carroña que de otro modo podría representar un brote de enfermedades.

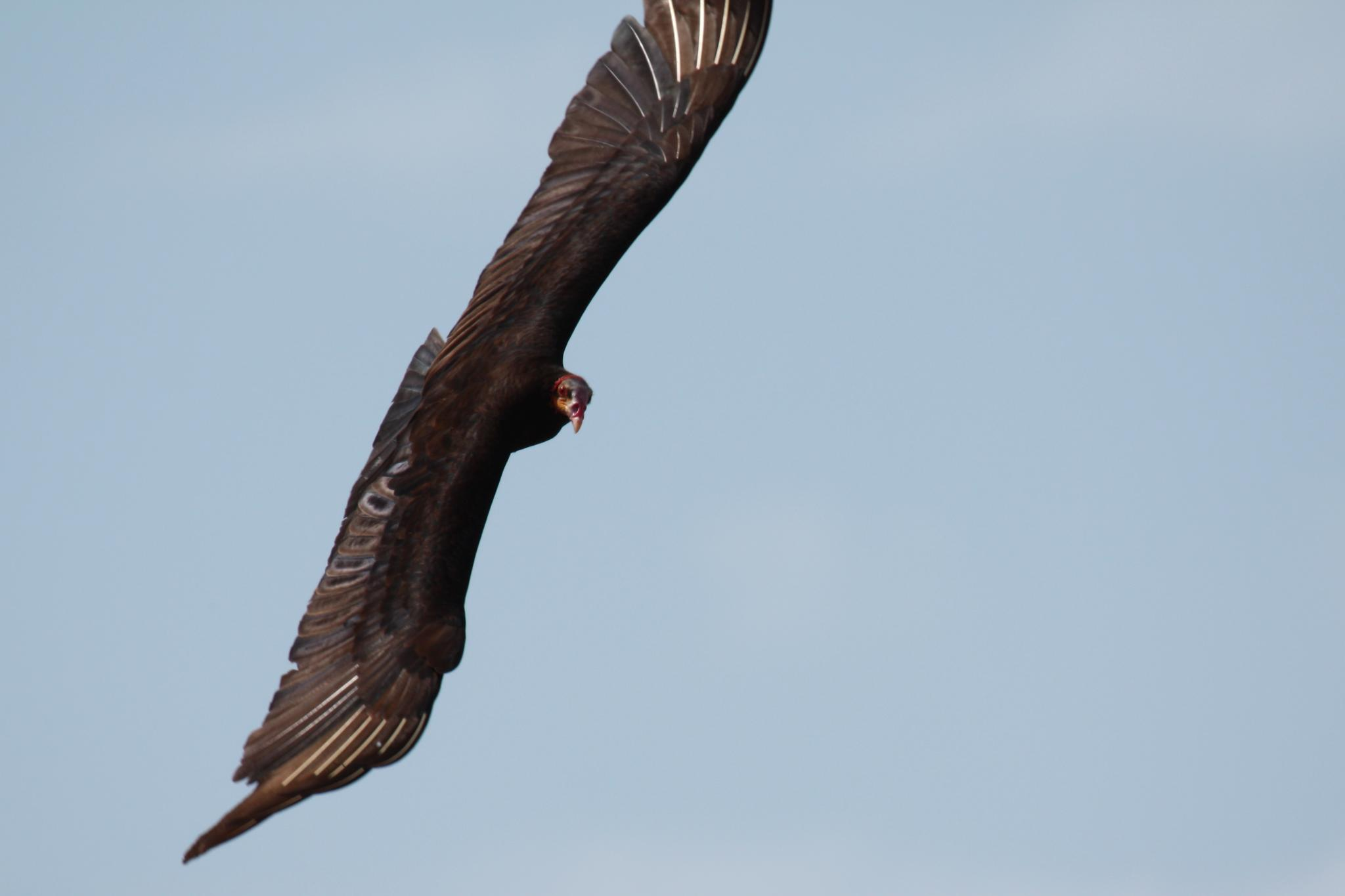
Planeando en México.

Busca la carroña con su aguda vista, pero también utiliza su sentido del olfato, una característica que comparte con los demás buitres del género Cathartes, pero poco común en el mundo de las aves. Localiza la carroña al detectar el olor del etanotiol, un gas producido al inicio de la descomposición en los animales muertos.
El lóbulo olfativo de su cerebro, responsable del procesamiento de los olores, es particularmente grande en comparación con otros animales.
Esta característica de los buitres americanos ha sido utilizada por los seres humanos: se inyecta etanotiol en los oleoductos y, a continuación, los ingenieros en busca de fugas monitorean los vuelos de los buitres que buscan alimento.
El zopilote rey (Sarcoramphus papa), que carece de la habilidad de oler carroña, sigue al aura sabanera hacia los cadáveres, en donde el zopilote rey rompe la piel del animal muerto. Esto le permite al aura sabanera acceder a las partes comestibles, ya que no posee un pico suficientemente fuerte para desgarrar el grueso cuero de animales grandes. Este es un ejemplo de dependencia mutua entre especies. A pesar de esto, el aura sabanera es generalmente desplazada y alejada de los cadáveres tanto por el zopilote rey como por el aura gallipavo (Cathartes aura), pues estos poseen un tamaño mayor.

### Reproducción

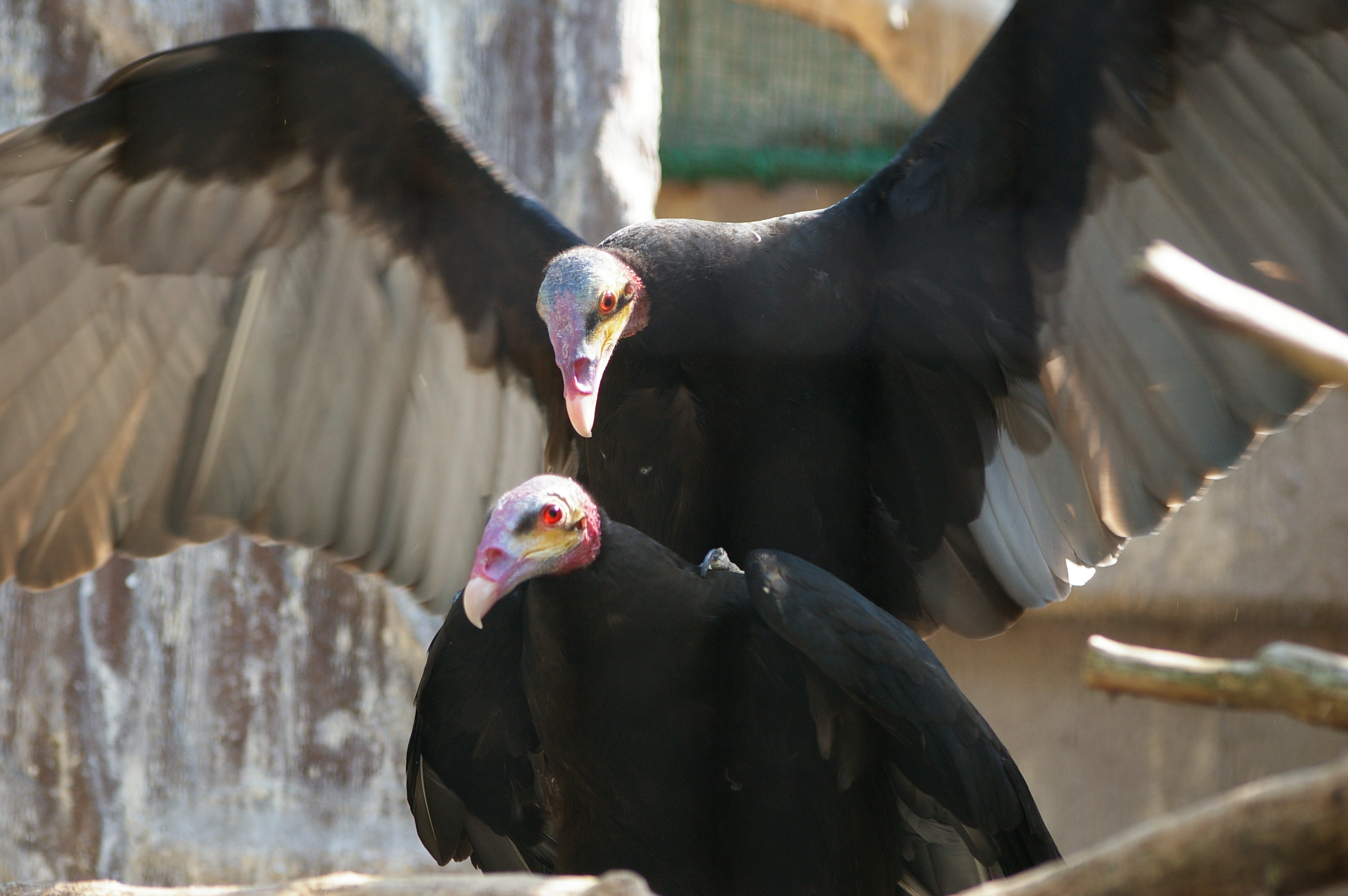
En el zoológico de Tennoji en Osaka.

No construye nidos, sino que pone sus huevos en la cornisa de un acantilado, en el suelo de una cueva o en el hueco de un árbol. Generalmente pone dos huevos, los cuales son de color crema con manchas marrones y grises, en particular alrededor de la parte más grande. Los polluelos son altriciales, es decir, nacen ciegos, desnudos y relativamente inmóviles; no producen plumones sino hasta más tarde. Los padres alimentan a sus crías regurgitando en su pico comida predigerida, de donde los polluelos entonces la beben. Las crías salen del nido a los dos o tres meses.

## Conservación
El aura sabanera es un ave que se encuentra bajo preocupación menor de acuerdo a la UICN, ya que tiene una tendencia poblacional estable y una población estimada de entre 500.000 y 5.000.000 individuos adultos. También tiene una amplia distribución geográfica, que se extiende sobre una superficie de 7.820.000 kilómetros cuadrados.

## Taxonomía
La especie C. burrovianus fue descrita por primera vez por John Cassin en 1845. 
Algunas clasificaciones distinguen dos subespecies:
- Cathartes burrovianus burrovianus - del sur de México al centro de Colombia y noroeste de Venezuela.
- Cathartes burrovianus urubitinga - en Sudamérica: hasta Argentina y Brasil (al este de los Andes).

La subespecie Cathartes burrovianus urubitinga fue descrita por el ornitólogo austríaco August von Pelzeln en 1851; es la mayor de las dos subespecies y se distribuye de Argentina hacia el norte hasta Colombia. 
La subespecie nominal, Cathartes burrovianus burrovianus, es más pequeña y se distribuye desde el noroeste de Sudamérica a través de Centroamérica hasta el sureste de México.
El nombre del género, Cathartes, significa «purificador» y proviene de la forma latinizada de la palabra griega kathartēs/καθαρτης.
Aún no existe claridad sobre la ubicación taxonómica exacta del aura sabanera y las demás seis especies de buitres americanos. A pesar de que los buitres del Nuevo Mundo y los buitres eurasiáticos tienen una apariencia y funciones ecológicas semejantes, ambos grupos evolucionaron de ancestros distintos en diferentes partes del mundo. La medida en la que son diferentes es donde se enfoca actualmente el debate, con algunas de las autoridades taxonómicas más antiguas sugiriendo que los buitres americanos pueden ser ciconiformes y que están más estrechamente relacionados con las cigüeñas.
Autoridades taxonómicas más recientes colocan los buitres americanos en el orden Accipitriformes junto con los buitres del Viejo Mundo, o los colocan en su propio orden: Cathartiformes.
Esta es la posición del Comité de Clasificación de América del Sur que ha retirado los buitres americanos del orden Ciconiiformes para trasladarlos al orden Cathartiformes. Al igual que otros buitres americanos, el aura sabanera tiene un número cromosómico diploide de 80.